# Lagunita Salada
Lagunita Salada est une localité rurale argentine située dans le département de Gastre, dans la province de Chubut.

## Démographie
La localité compte 129 habitants (Indec, 2010), ce qui représente un déclin de 8 % par rapport au précédent recensement de 2001 qui comptait 141 habitants.

## Services
En termes de services publics dans cette commune, 50% des ménages ont accès à l'eau potable, à l'électricité fournie par des générateurs, à l'éclairage public, à la collecte des déchets et au service téléphonique semi-public. La commune rurale ne dispose que d'un seul téléphone, qui est installé dans la justice de paix ; de plus, il n'y a pas de signal de téléphonie mobile. La commune dispose d'un système d'évacuation des eaux usées et de pavage.

## Éducation
En février 1947, l'école de Lagunita Salada a été créée. En ce qui concerne la structure de l'enseignement, la commune a une population inscrite à tous les niveaux, à l'exception du niveau tertiaire, la plupart des inscriptions se faisant au niveau primaire, suivi du préscolaire, du secondaire, du polymodal et de l'universitaire, dans cet ordre (ce dernier doit être étudié en dehors du département de Gastre). La localité n'a pas d'enseignement supérieur.